# Puszczaństwo
Puszczaństwo (ang. Woodcraft) – idea postulująca wychowanie człowieka w każdym wieku poprzez rekreację na łonie przyrody według reguł czterokrotnego ognia, programu orlich piór, obozownictwa, filozoficzna i etyczna koncepcja akcentująca łączność człowieka ze światem przyrody.
Nawiązuje ona swobodnie do sposobu życia i mitologii Indian i Słowian. Idea sformułowana przez Ernesta Thompsona Setona – Czarnego Wilka, który swoje koncepcje czerpał od amerykańskich transcendentalistów XIX w. Ralpha Waldo Emersona i Henry'ego Davida Thoreau

## Symbolika i obrzędowość puszczaństwa
Symbolem puszczaństwa jest biała okrągła tarcza z błękitnymi rogami. Tarcza przedstawia ideały puszczaństwa tak czyste i jasne, jaki jest jej biały kolor. Rogi, które są przewidziane do obrony tych ideałów, są znakiem odwagi. Ich błękitny kolor ma przypominać dewizę ruchu leśnej mądrości: "Z błękitnym niebem!" Ten puszczański symbol został przejęty z indiańskiej symboliki totemowej i w nim wyrażona myśl "ataku" i "obrony" oznacza "zdolność i gotowość". Tym znakiem odznaczają się wszyscy członkowie ruchu leśnej mądrości – chłopcy, dziewczęta, mężczyźni i kobiety. Błękitny kolor rogów w znaku przypomina ponadto, że chcemy żyć pod błękitnym niebem, w blasku słońca i że nasze myśli są jasne jak błękitne niebo. Chociaż na niebie są chmury, wiemy, że nad nimi znajduje się błękitne niebo i że to niebo znów się zjawi.
Z błękitnym niebem! (ang. Blue sky) – Zawołanie, pozdrowienie członków ruchu leśnej mądrości – puszczaństwa.
Puszczaństwo jest mądrością życia! – Dewiza ruchu puszczańskiego.

## Miana puszczańskie iZwitki kory brzozowej
Harcerki i harcerze (i nie tylko) w środowiskach puszczańskich – siostry i bracia lub synowie puszczy – używają mian puszczańskich (nazywanych też niekiedy godłami lub totemami harcerskimi). Miana są pseudonimami pochodzącymi od nazw zwierząt, z języków Indian Ameryki Północnej, rzadziej roślin i przyrody nieożywionej. Nadawane są bardziej wyrobionym harcerzom przez zastęp lub drużynę za zdobycie tytułu wojownika (woja) czasami wybierane samodzielnie.
Aby uniknąć powtarzania się mian, rejestrował je Harcmistrz, a w latach 1932–1939 ogłaszano nadane już miana w Zwitkach kory brzozowej publikowanych w czasopiśmie Skaut.
Niektóre znane miana puszczańskie:
- Czarny Wilk (Black Wolf) – Ernest Thompson Seton Twórca ruchu puszczańskiego.
- Arcydziwożona – Maryla Wojtalikówna z Krakowskiej Watry[1]
- Biały Lis (White Fox) – John Hargrave
- Bystry Wodnik – Irka Grodecka z Krakowa[1]
- Chudy Wilk – hm. RP Henryk Glass
- Chytry Jastrząb – Ryszard Wcisło
- Chytry Kot – hm. Marek Kudasiewicz, wódz Gromady Kruków
- Chytry Lis – Marian Stawik[2]
- Chytry Lis – Adam Rząsa HR
- Chytry Ryś – Zbigniew Sabiński
- Czarna Mewa – Janka Świderska z Poznania[1]
- Gadatliwy Borsuk – Bronisław Durczy[2]
- Jelenie Rogi – Tomasz Piskorski[1]
- Kot Ojciec – Bogusław Molenda
- Myszołów Spostrzegawczy – Andrzej Zieliński
- Odważny Lis[2]
- Orzeł Sprawny[2]
- Pogodny Kruk – Wilhelm Łukaszewski z Warszawy[1]
- Roztropny Żóraw (w starej pisowni) – Jurek Zawodzki z Warszawy[1]
- Rozważny Bóbr – Władysław Durczyński[2]
- Szaman – Ladislav Rusek
- Siwy Sokół – ks. Lech Ziemski[2]
- Słoneczna Szarotka – Jadwiga Pfeiferówna[2]
- Stary Wilk
- Stanowczy Łoś – hm. Piotr Stabryła
- Szary Orzeł
- Szpak Pogodny – hm. Marek Jędrzejowski, wódz Gromady Orłów /ZHR/
- Uparta Kozica – phm. Edward Serwański[2]
- Wayseeker – Milan Klimánek
- Wielki Wilk
- Wilk Tropiciel – Tadeusz Wyrwalski
- Woowotanna – Miloš Seifert – Założyciel i twórca czechosłowackiego puszczaństwa.
- Wschodzący Księżyc – hm. Łukasz Więcław, wódz Gromady Orłów /ZHP/.
- Wytrwały Wilk – Heniek Goc z Poznania[1]
- Zaskrończe Ucho[2]
- Zażarty Lis[2]

## Przegląd ruchów i organizacji puszczańskich
- Liga pro výchovu přírodou – Moudrost lesa (ČSR)
- Forest Schools camps (GB)
- Liga československých woodcrafterů (ČSR)
- Liga lesní moudrosti – The Woodcraft League of Czechoslovakia (ČSFR)
- Liga lesní moudrosti – The Woodcraft League (ČR)
- Liga lesnej múdrosti – The Woodcraft League of Slovakia (SK)
- Zálesácká Liga Československá – The Woodcraft League of Czechoslovakia (ČSR)
- Moravskoslezská Liga Woodcraftu MSLW (ČSFR)
- Woodcrafter ČR – Liga Lesní moudrosti dětí a mládeže (ČSFR)
- Kibbo Kift Kindred (GB)
- Order of Woodcraft Chivalry (GB)
- Woodcraft Rangers (USA)
- Woodcraft Indians (USA)
- The Woodcraft League of America (USA)
- Wolne Harcerstwo (PL)
- Woodcraft Folk (GB)
- Združenje slovenskih tabornikov
- Jugoslovanska gozdovniška liga
- Setonovi skauti (ČSR)
- Camp Fire Girls (USA)
- Spojené sbory junáků skautů (ČSR)
- Sdružení zálesáků v RČS (ČSR)
- Děti přírody (ČSR)
- Obec psohlavců (ČSR)
- ISAW – Internacionální Socialistická asociace woodcrafterů (ČSR)

## Historia puszczaństwa harcerskiego w Polsce
Na podstawie zapisków puszczańskich zgromadzonych w Księdze Czarnego Dębu (fragmenty)

### Geneza
Harcmistrz, nr 5, maj 1926 r. (s. 50) – Korespondencja Redaktora:
"Chudy Wilk" z Myszkowa:
1) Zwyczaj harcerski wymaga nieużywania imienia nadanego już wcześniej dla innego harcerza, powiecie zapewne, że Chudym Wilkiem mianuje się Stara Ciotka czyli autor "Książeczki Harcerza", gawęd z drużynowym. in. 
2) Dobry obyczaj wymaga, aby na listach podpisywać się w sposób dający możliwość dowiedzenia się, kto jest autorem tym bardziej obowiązuje to odnośnie artykułów, pseudonim nie wystarcza.
Wasz artykuł przeczytam, gdy nadeślecie swe nazwisko i adres.
Harcmistrz, nr 9, wrzesień 1926 r. (s. 118):
Nasze Godła osobiste.
"Wielki Wilk" i "Szary Orzeł" zaproponowali "Harcmistrzowi" rejestrowanie osobistych godeł harcerskich tj. nazw zwierząt używanych przez poszczególnych harcerzy jako pseudonimy itp. Chętnie się na ten projekt zgodzimy – ale musimy poczynić pewne zastrzeżenia, wynikające z. braku dobrego obyczaju u nas w tej dziedzinie (jak zresztą i w niektórych innych dziedzinach w porównaniu ze skautami z zagranicy).
Oto zastrzeżenia:
1) Godła nie wolno przybierać samemu, nadaje je jakaś gromada, najlepiej obozująca gromada starych braci harcerzy, znających się wzajemnie jak łyse konie.
2) Godła nie może otrzymać byle młodzik. Trudno i to ustalać regulaminem, ale dobry obyczaj powinien sprawić, że dopiero starszy, naprawdę wyrobiony, prawdziwy harcerz będzie uznany za godnego godła osobistego. Przeciętny skaut winien się zadowolić tem, że jest jednym z Kruków, Lisów czy Orłów (Osłów). A że i instruktorzy wkrótce będą mieli mieć stałe przydziały do drużyn i zastępów, zawsze gdzieś jakieś godło zastępu ich przytuli. Więc nie spieszmy się z gonitwą za godłem osobistem, a tem mniej nie nadużywajmy go, jeśli to tylko nasz własny wymysł, a nie nadanie "prawne".
3) Nie wolno nadawać godeł, których używają już znane znakomitości.
4) Nie nadużywać dodatku "Arcy" – jeśli Arcybóbr jest Naczelnym Kapelanem Harcerskim, to lada bubek nie może być nawet Arcy-chomikiem. Co na to powiecie, ojcowie wielu rodów harcerskich, przezacne Wilki, Niedźwiedzie, a nawet Morskie Świnki ? Nastawcie uszu.
Harcmistrz, nr 11, listopad 1930 r. (s. 121 i 123):
Uchwała V Zjazdu Starszego Harcerstwa – nad Jeziorem Kiełpińskim – z dnia 25-31.VIII.1930 r. – pkt 71.
Zjazd obwieszcza wszem, wobec i każdemu z osobna, komu o tem wiedzieć należy, że na V Zjeździe Starszego Harcerstwa nad jeziorem Kiełpińskim, przy ostatnim tego Zjazdu ognisku został zawiązany "Starszoharcerski Krąg Puszczy", do którego dopuszczeni będą ci bracia i siostry Puszczy, którzy pracując wytrwale i owocnie w Starszem Harcerstwie będą obecni co najmniej na dwóch Zjazdach.
Do pierwszego Kręgu dopuszczeni i powołani zostali siostry Puszczy: Bystry Wodnik (ongiś Irka Grodecka z Krakowa), Czarna Mewa (dawniej Janka Świderska z Poznania) i Arcydziwożona (dawniej Maryla Wojtalikówna z Krakowskiej Watry), oraz bracia Puszczy Jurek Zawodzki z Warszawy, jako Roztropny Żóraw, Heniek Goc z Poznania, pod mianem Wytrwałego Wilka i Wilhelm Łukaszewski z Warszawy jako Pogodny Kruk.
Ten pierwszy Krąg, któremu przewodzi Wódz Piskorz – Jelenie Rogi (inaczej Tomek Piskorski z Warszawy), jako jedyny uczestnik wszystkich dotychczasowych pięciu Zjazdów, spisze odpowiednie Prawo Kręgu i ogłosi jego rejestr.
Dan nad jeziorem Kiełpińskim w ostatnim dniu obrad Zjazdu, dnia 31 sierpnia roku 1930. 
Dalej strona 126-127 – wśród wielu rozdziałów, rozdział: Puszczaństwo, (Obrady V Zjazdu):
To bodaj najpełniejszy dorobek Zjazdu, który sam żył pełnią życia obozowego, odbył 22 dniową włóczęgę po pojezierzu bródnickim (w czasie której kontynuował obrady pod ruinami zamku Brodnickiego), i w ogóle stworzył wśród siebie nastrój prawdziwie puszczański. Jednym z najwybitniejszych przejawów tego nastroju było powstanie "starszoharcerskiego kręgu puszczy", do którego powołani byli ci spośród uczestników Zjazdu, którzy byli już kilkakrotnie na zjazdach starszoharcerskich.
Fakt ten może przynieść w przyszłości doniosłe skutki, wiąże bowiem w trwały sposób tych, którzy wykazują najwięcej zainteresowania ruchem starszoharcerskim.
Wskutek tej właśnie atmosfery uznano życie obozowe, włóczęgi i wędrówki za istotną i nieodzowną część programu starszoharcerskiego.
Starszy harcerz musi wykazać się życiem leśnem, odbywaniem wycieczek, zamiłowaniem włóczegowskim. Inaczej nie jest starszym harcerzem. 
Skaut, nr 4, kwiecień 1932 r.:
Zwitki Kory Brzozowej
Ponieważ zdarzało się, że synom puszczy nadawano totemy używane już przez innych harcerzy " Skaut" chcąc temu zapobiec ogłaszać będzie "Zwitki kory brzozowej". Ogłoszonych w niej totemów przybierać ani nadawać nie wolno. Rejestracji dokonuje "Skaut" po nadesłaniu zgłoszenia zawierającego totem, nazwisko, miejsce i czas nadania, oraz 50 gr. na "Dom Harcerza"- pod adresem Zdzisław Jurajda, Lenartowicza nr 21, Lwów. (Tu została umieszczona lista 58 Totemów r12; Mian Puszczańskich z danymi według wymagań, które to zostały ujęte w spisie Mian Puszczańskich.)
Następne Zwitki Kory Brzozowej podał Skaut, nr 3, marzec 1933 r.:
Tu została umieszczona lista 10 Totemów – Mian Puszczańskich (59 włącznie do 68 włącznie) z danymi według wymagań, które to zostały ujęte w spisie Mian Puszczańskich.
Następnie umieszczono uwagę: Ponadto zamieszczamy poniżej totemy (i pseudonimy) pod jakimi występowali w okresie walk o niepodległość harcerze, znani zapewne wszystkim czytelnikom "Skauta". Dane te otrzymaliśmy od Druha Henryka Glassa, za co Mu na tem miejscu dziękujemy.
Tu została umieszczona lista 19 Totemów – Mian Puszczańskich – Pseudonimów (69 wł. do 85 wł.) z niepełnymi danymi według wymagań których część (większą) ujęto w spisie mian puszczańskich.
Edward Niesobski, Jadwiga Pfeiferówna, Dziennik Harcerza i "Szarotki" (1939–1944), wyd. Ossolineum, 1986 r.:
Podczas okupacji (1940-1944 r.) w Hufcu Harcerskim Ostrów, (powiat Ostrów – Ostrów Wielkopolski) były nadawane Pseudonimy – Totemy harcerskie, nadawane były przez zastęp lub drużynę, samemu nie wolno było wybierać. Nadawanie totemu, pseudonimu było zwyczajem harcerskim.
- Siwy Sokół – ks. Ziemski Lech hm. (188? – 1969), założyciel harcerstwa w Ostrowie (Miano Puszczańskie otrzymał przed 1936 r.)
- Uparta Kozica – Serwański Edward phm, (M.P. otrzymał przed 1937 r.)
- Słoneczna Szarotka – Pfeiferówna Jadwiga (M.P. otrzymała w 1940 r.)
- Chytry Lis – Stawik Marian (M.P. otrzymał w 1940 r.)
- Odważny Lis –
- Zaskrończe Ucho –
- Orzeł Sprawny –
- Zażarty Lis –
- Gadatliwy Borsuk – Durczy Bronisław (M.P. otrzymał w 1940 lub 1941 r.)
- Rozważny Bóbr – Durczyński Władysław (M.P. otrzymał w 1940 lub 1941 r.)

### Okres okupacji1939–1945
Okres okupacji nie przerwał harcerskiego puszczaństwa. Liczne nadania mian są zapisane w Księdze Małopolskiej Rodziny Puszczańskiej (później Kręgu Czarnego Dębu), zdeponowanej w oryginale w jednym z polskich muzeów.

### Lata1945–1949
W 1945 r. Rodzina Puszczańska wznowiła pracę w Rzeszowie. Zgromadzenia i nadania mian odbywały się do 1949 r. Ostatnia zbiórka odbyła się w Poroninie, na Majerczykówce w 1949 r.

### Od 1956 do współczesności
Po odrodzeniu ZHP wznowienie pracy Rodziny Puszczańskiej miało miejsce już w 1958 r. w Krajowicach, na obozach drużyn Hufca Rzeszowskiego, oraz na obozach krakowskiego Białego Szczepu. I od tego roku datują się kolejne nadania mian. Starszeństwo mian liczone jest właśnie od tych lat.
Rodzina Małopolska przyjęła w 1965 r. nazwę Kręgu Puszczańskiego Czarnego Dębu i całkowicie konspiracyjny charakter, pod wodzą hm. Adama Rząsy HR – Chytrego Lisa, komendanta Hufca Rzeszów. Krąg działał początkowo w dwu gromadach – Lisów i Orłów, rozszerzając się na cały ZHP. Prowadził niezwykle intensywną działalność programową i metodyczną – ku zachowaniu tradycyjnego harcerstwa w ramach ZHP. Był atakowany przez bezpiekę, mimo to nigdy nie uległ rozbiciu ani nie zaniechał działalności. W Krakowie zrzesza czołówkę instruktorską z Chytrym Kotem, Kotem Ojcem, Chytrym Rysiem i niezwykle zasłużonym dla harcerskiej konspiracji – Chytrym Jastrzębiem na czele. Krąg znacząco wpłynął na powstanie w ZHP Kręgów Instruktorów Harcerskich im. Andrzeja Małkowskiego.
Po rozejściu się dróg ZHP i ZHP-1918 (później ZHR) Gromada Orłów w części przeszła do ZHR. Część Puszczan, pozostała w ZHP, kierując się listem Chytrego Lisa – "Nikt nie ma prawa zabraniać ani ograniczać pracy puszczańskiej" oraz Prawem Starszeństwa – Puszczanami każdorazowo kieruje Starszyzna wyłaniana podług starszeństwa nadania mian. Starszyzna utrzymała działalność Gromady Orłów w ZHP, kontynuując ją do dzisiaj.
W 2007 roku delegacja starszyzny Kręgu, z Wschodzącym Księżycem na czele, gościła na Światowym Jamboree w Wielkiej Brytanii. Również w 2011 r. na Jamboree w Szwecji gościli Puszczanie z Gromad Orłów(ZHP), Kruków i Wilków.

### Puszczaństwo harcerskie współcześnie
Ogólnopolski Instruktorski Krąg Puszczański Czarnego Dębu:
Przewodnikiem Gromady "Lisów" (Rzeszów) jest Jasny Grom (starszeństwo z 1949).
Przewodnikiem Gromady Orłów w ZHP jest Stanowczy Łoś (starszeństwo z 1960). W ZHR przewodnikiem Gromady Orłów jest Szpak Pogodny (starszeństwo z 1985).
W czerwcu 2009 r. w Krakowie powołana została Gromada Kruków, której przewodnikiem jest Chytry Kot (starszeństwo z 1964).
W październiku 2009 r. w Tychach powołana została Gromada Wilków. Przewodnikiem Gromady uznano Wilka Ojca.
Pierwsza historyczna Księga Czarnego Dębu została zdeponowana w Muzeum Okręgowym w Rzeszowie przez Chytrego Lisa. Najwyższym wyróżnieniem puszczańskim Gromady Kruków jest "Srebrny Kruk" nadawany od 2012 r. Pierwszym wyróżnionym został Chytry Kot.
Wśród środowisk harcerskich współcześnie kultywujących myśl puszczańską są: wrocławski Szczep Harcerzy Leśnych "WATRA" im. Wolnego Harcerstwa, świnoujski III Szczep Harcerski "Słowianie" im. Zawiszy Czarnego oraz tyski III Szczep Harcerski "Leśni".

## Książki
- "Zwój kory brzozowej. Podstawowy podręcznik puszczańskiej teorii i praktyki", według Ernesta Thompsona Setona. Text, Biblioteka Kręgu Płaskiego Węzła, Kraków,2009.
- "Zwitek kory brzozowej woodcraftu", według Ernesta Thompsona Setona. Tłumaczył Milan Klimanek, Biblioteczka Walden, Katowice 1992. Wyd. I
- "Rozwój idei puszczańskiej w skautingu 1902-1939", Tadeusz Wyrwalski Harcerska Oficyna Wydawnicza; Kraków 1988.
- "Kniha o woodcraftu", Zespół autorów. Biblioteczka Walden, Katowice 1995. – https://web.archive.org/web/20050212141516/http://www.phil.muni.cz/~lanska/Walden/kw.pdf
- "Leśne junactwo. Garść rozważań o ruchu puszczańskim.", Ladislav Rusek. Biblioteczka Walden, Katowice.
- "Zielony dziennik. Notatki adepta leśnej mądrości.", Ladislav Rusek. Biblioteczka Walden, Katowice.
- "Tak daleko, daleko jest Walden",Ladislav Rusek, Biblioteczka Walden, Katowice 2001.